# Томассон, Лиза
Лиза Томассон (швед. Lisa Thomasson; полное имя — Лиза Сесилия Томассон-Босио [швед. Lisa Cecilia Thomasson-Bosiö]; 19 августа 1878, Емтланд — 15 апреля 1932, Даларна) — шведско-саамская певица, под псевдонимом «Лапп-Лиза» (также известна как «Соловей из Овикена». Она исполняла песни в жанре фольклорной музыки.
Её псевдоним «Лапп-Лиза» произошел из саамских языков, она использовала этот псевдоним в печати. Позднее, в 1920-х годах Анна-Лиза Эст также взяла этот псевдоним.

## Биография
Лиза Томассон родилась в семье саамских оленеводов, состоящая из Томаса и Бриты Марии Андерсонов. Её отец проводил лекции о культуре и жизни саамов, и она могла с ним ходить на лекции и петь на них. На этих лекциях её заметил кантор Фредрик Хедстрём и давал ей уроки пения и музыки. В период с 1896 по 1902 год, Лиза Томассон вместе с Фредериком Хедстремом проводила концертные туры, где Фредерик играл на фортепиано и органе. В её репертуар входили духовные и народные баллады, а также песни, связанные с жизнью и культурой Саамов. Её самой популярной песней стала «Lappflickan» (Лапландская девушка), она играла её на всех выступлениях.
В 1911 году в Эстерсунде она вышла замуж за инженера Брора Густава Босио из Фалуна.